# Печатка (у бурінні)
Печатка (рос. печать; англ. impression block, camera, stamp, нім. Abdruckbüchse f, Abdruckanlage f) — в техніці буріння — пристрій, що має корпус, покритий свинцевою або алюмінієвою оболонкою, і використовується при бурінні й капітальному ремонті свердловини для отримування відбитків на цій оболонці від аварійних предметів, порушень, зім'ять і тріщин у свердловині.